# Hydroxypropylmethylcellulose
Hydroxypropylmethylcellulose er en kemisk modificeret cellulose, der benyttes som stabilisator og fortykningsmiddel. Det fremstilles af cellulose, der findes som naturlig polymer i plantefibre.
Miljømæssige egenskaber: Langsomt nedbrydelig, men ugiftig. Det regnes som harmløst, eftersom stoffet er rimeligt velundersøgt og synes at være uskadeligt for alle. Ikke desto mindre kan enkelte individer blive allergiske over for stoffet.
Stoffet er genmodificeret (hvilket betyder, at stoffet kan bestå af – eller være fremstillet ved hjælp af – genmodificerede organismer, uden at det nødvendigvis skal mærkes)
Det forkortes hypromellose og er også kendt under E-nummeret E-464